# 加纳议会
加纳议会（英語：Parliament of Ghana）是加纳的国家立法机关。加纳议会实行一院制，由275名议员组成。每届议会任期4年。现任议长是Edward Adjaho。
加纳议会是国家最高权力机构，有立法和修改宪法的权力。

## 歷史
加纳议会前身是1850年成立的黄金海岸議會，不過那個時候黄金海岸議會是咨詢性質的機關。當時英國駐黄金海岸總督自動出任議會主席。